# Nicolás Camarón
Antonio Nicolás Camarón (Huesca, 1692-Segorbe, 1767) fue un escultor y arquitecto español. 

## Biografía
Discípulo de su padre, José Camarón, en 1706 se estableció en Segorbe, encargándole el Cabildo la sillería del coro, en la que ejecutó 43 bajos relieves de santos en los respaldos y sillas altas. Labró también el retablo mayor y los dos colaterales de la iglesia de la Compañía de Jesús de dicha ciudad y otras obras para las iglesias de Onteniente y Jérica.
Fue cuñado del miniaturista Eliseo Boronat y padre de José Camarón Boronat.